# Kimberly (Wisconsin)
Kimberly – wieś w Stanach Zjednoczonych, w stanie Wisconsin, w hrabstwie Outagamie.